# کانی کونزمان
کانی کونزمان (انگلیسی: Connie Kunzmann; ۳ ژوئیهٔ ۱۹۵۶ – ۷ فوریهٔ ۱۹۸۱) بازیکن بسکتبال اهل ایالات متحده آمریکا بود.